# Arnoul Marin
Arnoul Marin, seigneur de la Châtaigneraie, né à Paris en décembre 1630 et mort dans la même ville le 20 avril 1699, est un maître des requêtes et intendant d'Orléans puis premier président du Parlement de Provence de 1674 à 1690.

## Biographie
Arnoul Marin est le fils de Denis Marin de la Châtaigneraie qui, fils lui-même d'un simple marchand, était parvenu par son mérite au poste de conseiller d'État et intendant des finances de France. Henri est maître des requêtes et intendant d'Orléans avant d'être nommé premier président du Parlement de Provence. Il arrive à Aix-en-Provence le 3 juin 1674 ; il est reçu dans sa charge le 9 du même mois. Il se fait remarquer par sa vigilance, son exactitude et son intégrité. Mais d'un caractère difficile et d'un amour-propre intolérable, il ne s'entend pas avec ses collègues. Cette vanité se traduit par exemple lorsqu'il estime que le conseiller de Mazargues n'avait pas utilisé dans sa harangue de termes assez flatteurs à son égard. Il se moque des membres de sa compagnie et s'applique à les mystifier. Assistant à un dîner de cérémonie donné par un conseiller, Marin loue à tout moment les mets qui sont servis ; à la fin du repas il fait venir le cuisinier, le complimente et lui promet de faire entrer son fils au parlement. Le récipiendaire étant lui-même fils d'aubergiste, Marin avait ainsi procédé pour l'humilier.
Durant son séjour à Aix-en-Provence il se fait construire une grande maison rue de Villeverte (actuellement rue Victor-Leydet); cet hôtel sera après son départ acheté par les Grimaldi-Régusse puis par les Saqui-Sannes. Il achète également sur la commune du Tholonet le domaine Saint-Joseph connu à l'époque sous le nom de domaine des sources. Sur la terrasse de ce domaine aurait été signé en 1763 l'acte de condamnation des Jésuites ; par un curieux retour des choses, le domaine devient une maison de retraite de ces mêmes jésuites.
Las de tant d'impertinences et de grossièreté, le Parlement demande au roi de le rappeler ; à la Cour on lui conseille de se démettre de sa charge s'il veut éviter la honte d'une destitution. Il donne sa démission et se retire à Paris où il meurt le 20 avril 1699.